# 田中弥平左衛門
田中 弥平左衛門（たなか やへいざえもん、? - 天正14年12月12日（1587年1月20日））は、戦国時代後期の武将。長宗我部氏の家臣。諱は辰広。
長宗我部家の一将として阿波侵攻に従軍。中富川の戦いの後、小笠原成助と新開実綱の謀反の動きを鎮圧すべく牛岐城攻めに参加し、その際、新開方の強豪、市原安倫と格闘した末に組み伏せ、首を討ち取る功を挙げた。その後は「市原の首を取ったからには、名字も取ろう」と市原弥平左衛門と名乗ったという。
天正14年（1587年）、豊臣氏の九州侵攻に際し、長宗我部勢として戸次川の戦いに参加。島津氏の猛攻を受けた長宗我部勢の壊滅に伴い討死した。
子孫はそのまま市原氏を名乗り、長宗我部家の改易後は土佐藩に仕えた。